# K-407 Novomoskovsk
K-407 Novomoskovsk (rusko К-407 Новомосковск) je strateška jedrska podmornica razreda Delfin Ruske vojne mornarice. Poimenovana je po mestu Novomoskovsk. Projekt je razvil konstruktorski biro Rubin, glavni konstruktor pa je bil Sergej Nikitič Kovaljov. Njen gredelj je bil položen 2. februarja 1987, splavljena je bila 28. februarja 1990, predaja vojni mornarici pa je bila 27. novembra 1990 in podmornica je postala operativna v 31. diviziji podmornic Severne flote v Gadžijevem.
6. avgusta 1991 je podmornica postala edina podmornica v zgodovini, ki je izstrelila celoten tovor balističnih izstrelkov v sklopu operacije »Povodni konj 2«.
19. marca 1993 je podmornica trčila z ameriško podmornico Grayling.
7. julija 1998 je podmornica kot prva strateška jedrska podmornica izstrelila dva satelita v orbito.
Podmornica je bila modernizirana med letoma 2008 in 2012.